# 17782 Paulbailey
17782 Paulbailey è un asteroide della fascia principale. Scoperto nel 1998, presenta un'orbita caratterizzata da un semiasse maggiore pari a 2,655383 UA e da un'eccentricità di 0,193024, inclinata di 6,285592° rispetto all'eclittica. Ha un diametro di 4,553 km.